# Tapeinochilos pubescens
Tapeinochilos pubescens är en enhjärtbladig växtart som beskrevs av Henry Nicholas Ridley. Tapeinochilos pubescens ingår i släktet Tapeinochilos och familjen Costaceae. Inga underarter finns listade.